# Shiva Naipaul
 (avril 2023).
Si vous disposez d'ouvrages ou d'articles de référence ou si vous connaissez des sites web de qualité traitant du thème abordé ici, merci de compléter l'article en donnant les références utiles à sa vérifiabilité et en les liant à la section « Notes et références ».
Shiva Naipaul, né Shivadhar Srinivasa Naipaul le 25 février 1945 à Port-d'Espagne (Trinité-et-Tobago) et mort le 13 août 1985 à Camden, est un romancier et journaliste britannique et trinidadien. 

## Biographie
Shiva Naipaul est le frère cadet de V. S. Naipaul. 
Après ses études au Queen's Royal College et au St Mary's College de Trinidad, Shiva Naipaul a émigré en Grande-Bretagne, où il a obtenu une bourse pour étudier le chinois à University College (Oxford). À Oxford, il a fait la connaissance de Jenny Stuart, qu'il a épousée plus tard et avec qui il a eu un fils, Tarun.
Avec le soutien de Jenny, Shiva Naipaul a publié son premier roman, Fireflies (1970), qui a remporté le prix John-Llewellyn-Rhys et le Winifred Holtby Memorial Prize, décerné par la Royal Society of Literature, puis The Chip-Chip Gatherers (1973). Il a ensuite décidé de se consacrer au journalisme avec deux ouvrages de non-fiction, North of South (1978) et Black & White (1980), avant de revenir au roman dans les années 1980.
Shiva Naipaul est mort le 13 août 1985, à l'âge de 40 ans, victime d'une crise cardiaque alors qu'il travaillait à son bureau.

## Publications

### Romans
- Fireflies (1970)

Publié en français sous le titre Lucioles, éditions de l'Olivier (1992), traduction de Lisa Rosenbaum
Republié en français sous le même titre, éditions du Seuil, collection Points (1994) 
- The Chip-Chip Gatherers

(1973)
Publié en français sous le titre La Rumeur des cannes, éditions Caribeennes, traduction de Catherine Belvaude (1986 et 2000)
Republié sous le titre À Trinidad vivait une famille, éditions de l'Olivier (1994)
- A Hot Country (1983)

### Non-fiction
- North of South (1978)

Publié en français sous le titre Au nord du sud, éditions du Rocher (1992), traduction de Valérie Barranger et Catherine Belvaude 
Republié en français sous le titre Sortilège africain, éditions Anatolia/le Rocher (1995)
Republié en francais sous le titre Sortilège africain, éditions 10.18 (1997)
- Black and White (1980)

Publié en français sous le titre Mort en Guyane, éditions Anatolia/le Rocher (1996 et 1999), traduction Élisabeth Vierne
- An Unfinished Journey (1986)

Publié en francais sous le titre de Voyage inachevé, éditions du Rocher (1992), traduction de Valérie Barranger et Catherine Belvaude, introduction de Douglas Stuart
Republié en français sous le même titre, éditions 10.18 (1998)
Republié en français sous le titre L'Illusion du tiers-monde, éditions Anatolia (1996)

### Recueils
- Beyond the Dragon's Mouth: Stories and Pieces (1984)

Publié en français sous le titre Au-delà de la gueule du dragon (1999), éditions du Rocher/Anatolia, traduction par Valérie Barranger et Catherine Belvaude, préface de Alexander Chancellor
- A Man of Mystery and Other Stories (1995), une sélection d'histoires déjà publiées dans Beyond the Dragon's Mouth.